# Para olvidarte de mí (canción)
«Para olvidarte de mí» es el primer y único sencillo del sexto y último álbum de estudio del grupo musical mexicano RBD.
El sencillo fue compuesto por Carlos Lara y Pedro Damián, cuya interpretación refleja la emotiva nostalgia que representa esta última entrega discográfica de la banda.

## Antecedentes y lanzamiento
En agosto de 2008, se anunció a través de un comunicado oficial, la desintegración de la banda.En octubre de 2008 se anunció la grabación de un disco de despedida, Maite Perroni informó durante una entrevista que la grabación del álbum había concluido en noviembre de ese año.Fue grabado en la Ciudad de México, bajo la producción de Armando Ávila, Carlos Lara y MachoPsych.
Previo a su lanzamiento, el sitio web Univisión informó que la canción fue filtrada en internet, por lo que se decidió adelantar el lanzamiento. Finalmente, el 26 de enero de 2009 se lanzó finalmente el último sencillo de la agrupación y el primero del álbum. 

## Video musical

### Contenido y lanzamiento
El video musical contiene una recopilación de todos los videos musicales (con exclusión de «México, México»), el DVD Live in Río, y videos detrás de cámaras inéditos que nunca salieron al aire. Fue estrenado el 13 de marzo de 2009 a través de la cadena Univisión.

## Posicionamiento
| Listas (2009)              | Posiciones |
| -------------------------- | ---------- |
| Bolivian Singles Chart     | 7          |
| México Top 100             | 40         |
| Paraguay Singles Charts    | 1          |
| Panamá Singles Charts      | 1          |
| Rep.Dom. Top Charts        | 1          |
| Los 40 Principales         | 16         |
| El Salvador Singles Charts | 20         |
| Argentina Singles Charts   | 28         |
| Costa Rica Singles Charts  | 24         |
| Venezuela Singles Charts   | 133        |
| Uruguay Singles Charts     | 35         |
| Top Latino                 | 40         |
| Radio OYE                  | 1          |
| MTV-Hot Ranking            | 3          |